# بطولة العالم لسباقات فورمولا 1 موسم 2003

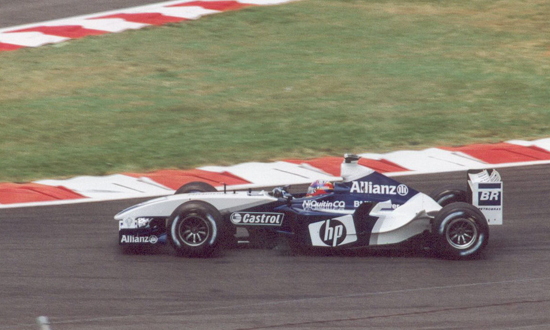
خوان بابلو مونتويا في عام 2003

بطولة العالم لسباقات فورمولا 1 موسم 2003 عقدت في سنة 2003 م، وفاز بها مايكل شوماخر (بالإنجليزية: Michael Schumacher) من فريق فيراري (بالإنجليزية: Ferrari) بسيارته الفيراري. مايكل شوماخر الذي بدأ السباق في الخط رقم 5 حصل على أفضل توقيت في الجولة 5 من السباق في أسرع لفة له. هذا السائق في المجموع حصد 93 نقطة.

## الوصلات الخارجية
- الموقع الرسمي للفورمولا 1